# Condición de Samuelson
Por condición de Samuelson (o condición Samuelson-Mishi o condición de Lindahl-Bowen y Samuelson o, incluso, condición de eficiencia de Bowen-Lindahl-Samuelson) se entiende —en el contexto de la economía del bienestar— la relación óptima de producción y distribución entre bienes privados y bienes públicos (entendidos como aquellos provistos por la autoridad pública). Cuando esta relación se satisface, la condición implica que subsecuentes substituciones de bienes públicos por privados (o viceversa) resultarían en una disminución de la utilidad común o social o general. (ver también: Bien común).

## Formalismo
La condición fue propuesta por Samuelson en su influyente “teoría del gasto público”. Se puede expresar así:

{\displaystyle \sum _{i=1}^{n}\mathrm {MRS} _{i}=\mathrm {MRT} }

En la cual:
{\displaystyle n} es el número de consumidores.
{\displaystyle \mathrm {MRS} _{i}} es la relación marginal de sustitución para un individuo ({\displaystyle i}) cualquiera
{\displaystyle \mathrm {MRT} } es la frontera de posibilidades de producción entre los bienes públicos y bienes privados.
La fórmula implica que el beneficio o bien común (entendido como la suma de los beneficios individuales de los consumidores) es igual a la situación en la cual la curva de transformación de la producción de bienes se maximiza. La interpretación intuitiva -generalmente aceptada en economía - de la condición es que establece que la provisión de un bien público deberá llevarse hasta el punto en el cual la cantidad de bien privado que los consumidores están dispuestos a ofrecer o “pagar” a fin de obtener una medida adicional de bien público y el coste de proveer ese bien sean iguales. En otras palabras, hasta que la relación marginal de transformación se iguale a la suma de las relaciones marginales de sustitución , para los n agentes, entre el bien público y el bien privado.
Monge (2021) demuestra que esta condición de optimalidad no consiste en la igualación de una especie de Tasa Marginal de Sustitución Social con la Tasa Marginal de Transformación de la economía.
Debe ser tenido en cuenta que la condición  no establece un punto único, permanente y universal acerca de la proporcionalidad en la relación de provisión entre bienes privados y bienes públicos, debido tanto a que los individuos no necesariamente están dispuestos a pagar lo mismo por los bienes como a que esas preferencias no son necesariamente estables en el largo plazo Esto, junto a otros problemas más técnicos, ha llevado a algunos autores a observar que: “"Podemos comparar dos óptimos, uno sin interdependencia de utilidad y otro con interdependencia. Si ambos tienen la misma distribución de la renta, <p, la proporción de bien privado y de bien público diferirá. Paralelamente, si los dos óptimos deben tener la misma proporción de bien privado y de bien público, la distribución de la renta debe diferir. De ello se deriva que un observador imparcial que tenga que escoger el mejor óptimo eficiente de Pareto u óptimo social, en presencia de utilidad interdependiente, puede preferir sin embargo un óptimo con la misma distribución de la renta como en ausencia de utilidad interdependiente, aunque esto implicará una diferente proporción de bien privado y bien público. Concluimos que en The Pure Theory of Public Expenditure, de P. A. Samuelson, ni el óptimo eficiente de Pareto, ni el óptimo social (el mejor de todos los óptimos de Pareto) son invariables a la interdependencia de la utilidad. Esta interdependencia cambia la naturaleza de ambos"
Así, se puede entender la propuesta de Samuelson simplemente como que el máximo de bienestar se encuentra cuando la sociedad produce el máximo de bienes que puede producir utilizando los medios existentes  - mezclándolos como sea conveniente. Qué es exactamente lo que se puede o quien los debe producir no es una cuestión que la economía puede o debe responder más allá de proveer los mecanismos que permiten establecer los límites de eficiencia entre esos sistemas de producción en un momento dado (es decir, que un bien puede ser producido por el Estado hasta el punto que su costo supera al que los individuos están dispuestos a pagar por su producción). Esto podría se visto como una aserción de lo obvio, pero en realidad ha tenido gran influencia en que se ha visto como estableciendo bases firmes para la percepción que la solución a problemas socioeconómicos se encuentra en la maximizacion de la producción y que tal maximizacion se logra cuando se utiliza tanto la producción privada como la publica o estatal en proporciones que dependen de consideraciones sociales más amplias: es posible, de acuerdo a la fórmula, encontrar varias posibles soluciones o relaciones entre bienes privados y bienes públicos, y todas satisfacen el requirimiento de maximizar la utilidad común. (ver Economía mixta).  En las palabras de Joseph E. Stiglitz: 
"El verdadero debate hoy en día gira en torno a encontrar el balance correcto entre el mercado y el gobierno. Ambos son necesarios. Cada uno puede complementar al otro. Este balance será diferente dependiendo de la época y el lugar".